# Molefi Kete Asante
Molefi Kete Asante (Valdosta, 14 agosto 1942) è uno scrittore e filosofo statunitense, studioso di problemi africani e afroamericani.

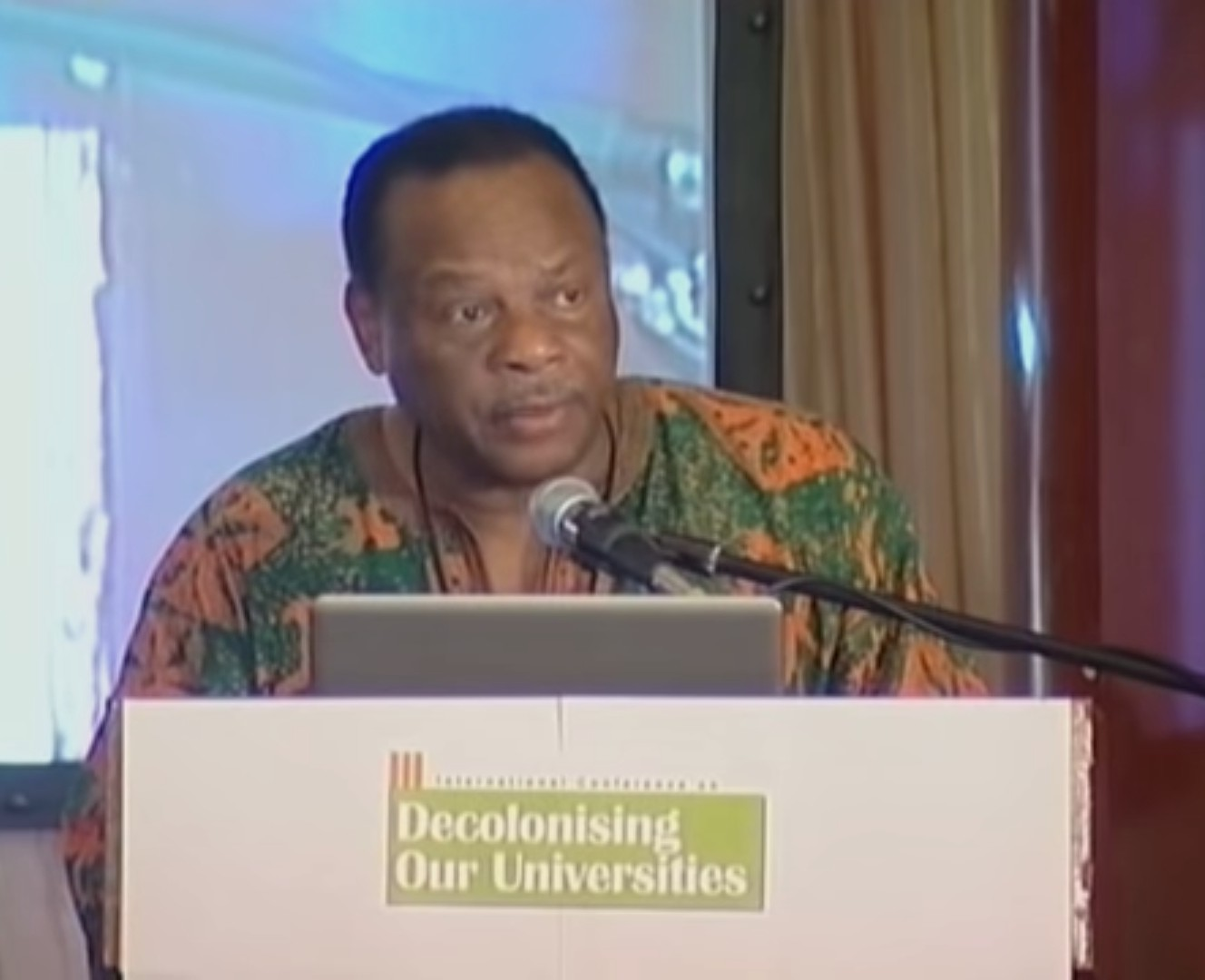
Molefi Asante, 2011

Attualmente insegna nel Dipartimento di studi afroamericani alla Temple University,
dove ha istituito il primo
dottorato di ricerca in studi afroamericani.
Asante è noto per la sua concezione filosofica afrocentristica e i suoi studi di comunicazione tra nazioni, etnie e culture diverse.
Ha fondato e dirige il Journal of Black Studies
ed è autore di più di 65 libri.

## Biografia
Molefi Kete Asante nacque col nome di Arthur Lee Smith Jr. a Valdosta (nello stato della Georgia), uno dei sedici figli degli operai Arthur e Lillie Smith.
Suo padre lavorava prima in un magazzino di arachidi e poi nella compagnia ferroviaria Georgia-Southern Railways. Nei primi anni settanta Asante cambiò il suo nome perché lo riteneva un nome da schiavo.
Primo membro della sua famiglia a diplomarsi, Asante conseguì la laurea alla Oklahoma Christian University nel 1964, la laurea magistrale alla Pepperdine University nel 1965 e il Doctor of Philosophy alla Università della California, Los Angeles (nota anche come UCLA) nel 1968, tutti in Scienze della comunicazione.
È stato nominato professore ordinario all'età di 30 anni, alla State University of New York at Buffalo (nota anche come SUNY Buffalo).
Alla UCLA, con un altro ex-studente di quella università, Robert Singleton, fondarono il Journal of Black Studies, nel 1968. Per la pubblicazione si rivolsero a Sara Miller McCune, filantropa, una delle fondatrici e presidente della Sage Publications. La pubblicazione della rivista, bimensile, avvenne l'anno dopo con la Sage. All'inizio degli anni ottanta si trasferì temporaneamente in Africa, dove tenne un corso di giornalismo allo Zimbabwe Institute of Mass Communication
Ad Harare, la capitale dello Zimbabwe, nasce uno dei suoi tre figli, M. K. Asante Jr. (1982), autore e regista cinematografico. La madre è la coreografa Kariamu Welsh. Nel 1995 è stato nominato re di Tafo (Akyem, Ghana).
Vive a Elkins Park in Pennsylvania con la moglie, Ana Yenenga, (entrambi coniugi in seconde nozze) originaria della Costa Rica e studiosa della cultura africana. Asante ha una visione afrocentrica e ritiene l'Africa e in particolare l'Egitto il luogo di nascita della civiltà.
È stato criticato per questi punti di vista e per il suo atteggiamento estremo "circa il diritto dei professori bianchi di insegnare la storia dei neri americani".
Il suo pensiero è stato principalmente influenzato da quello del defunto antropologo e scienziato senegalese Cheikh Anta Diop.
Nel 2007 la Gran Bretagna ha celebrato il centenario dell'abolizione della schiavitù. Tony Blair ha rinnovato, in quell'occasione, le scuse per quei misfatti. Asante, intervistato da PeaceReporter, ha commentato: "Le dichiarazioni di Blair sono un primo passo ma la mia opinione è che qualsiasi scusa dovrebbe includere una promessa di risarcimento per l'Africa... Ovviamente il danno è impossibile da quantificare. Per questo il risarcimento dovrebbe essere più che altro un atto morale dovuto, un tentativo di riparare il danno fatto. È importante sottolineare che l'Africa non ha debiti di alcun tipo nei confronti dell'Europa". Asante è apparso nei documentari Faces of Evil e 500 Years Later.
Quest'ultimo scritto e prodotto dal figlio M. K. Asante Jr., ed è apparso anche nel suo sequel, diretto da Owen Alik Shahadah e intitolato Motherland, nel 2009. Ha partecipato a numerosi programmi televisivi (60 Minutes, Today show, ecc.) ed è stato consultato da quotidiani autorevoli come New York Times e Newsweek. Tra i numerosi riconoscimenti:
- Honorary doctorate alla Pepperdine University (nel 2008)[13]
- Douglas Ehninger Award (National Communication Association) (nel 2002)[22]

## Opere
- (EN) African American History: A Journey of Liberation, Saddle Brook (New Jersey), Peoples Publishing Group Inc, 2001, ISBN 1-56256-903-1.
- (EN) Afrocentricity: The Theory of Social Change, Chicago Heights, Illinois, African American Images,   2003-01-01, ISBN 0-913543-79-9.
- (EN) Afrocentricity, Trenton, New Jersey, Africa World Press, agosto 1988, ISBN 0-86543-067-5.
- (EN) An Afrocentric Manifesto: Toward an African Renaissance, Cambridge, UK; Boston, USA, Polity Press, ottobre 2007, ISBN 0-7456-4103-2.
- (EN) Cheikh Anta Diop: An Intellectual Portrait, Los Angeles, University of Sankore Press, 2007, ISBN 0-943412-26-9.
- (EN) Classical Africa, Palo Alto, California, National Press Books, 1994, ISBN 1-56256-900-7.
- (EN) Contemporary Black Thought: Alternative Analyses in Social and Behavioral Science, con Abdulai S. Vandi, collana Sage focus editions, Beverly Hills, Sage Publications, Inc., 16 dicembre 1980, ISBN 0-8039-1501-2.
- (EN) Contemporary Public Communication: Applications, New York, Harper & Row, 1977, ISBN 0-06-046321-X.
- (EN) Culture and Customs of Egypt, Westport, Connecticut, Greenwood Press, 2002, ISBN 0-313-31740-2.
- (EN) Egypt vs. Greece and the American Academy, con Mambo Ama Mazama, Chicago Heights, Illinois, African American Images, aprile 2002, ISBN 0-913543-77-2.
- (EN) Encyclopedia of African Religion, con Mambo Ama Mazama, Thousand Oaks, CA, Sage Publications, Inc.,   2009-02-16, ISBN 1-4129-3636-5.
- (EN) Encyclopedia of Black Studies, con Mambo Ama Mazama, Thousand Oaks, CA, Sage Publications, Inc., dicembre 2004, ISBN 0-7619-2762-X.
- (EN) Erasing Racism: The Survival of the American Nation, Amherst, New York, Prometheus Books, aprile 2003, ISBN 1-59102-069-7.
- (EN) Handbook of Black Studies, con Maulana Karenga, Thousand Oaks, CA, Sage Publications, Inc., febbraio 2006, ISBN 0-7619-2840-5.
- (EN) Handbook of Intercultural Communication, con Eileen Newmark e Cecil A. Blake, Thousand Oaks, CA, Sage Publications, Inc., 1979, ISBN 0-8039-0954-3.
- (EN) Handbook of International and Intercultural Communication, con William B. Gudykunst e Eileen Newmark, Thousand Oaks, CA, Sage Publications, Inc., maggio 1989, ISBN 0-8039-5868-4.
- (EN) Kemet, Afrocentricity, and Knowledge, Trenton, New Jersey, Africa World Press, novembre 1990, ISBN 0-86543-189-2.
- (EN) Language, Communication, and Rhetoric in Black America, New York, Harper & Row, 1972, ISBN 0-06-046306-6.
- (EN) Malcolm X as Cultural Hero and Other Afrocentric Essays, Trenton, New Jersey, Africa World Press, novembre 1993, ISBN 0-86543-401-8.
- (EN) Mass Communication: Principles and Practices, con Mary B. Cassata, New York, Macmillan Publishing Co., Inc., 1979, ISBN 0-02-320010-3.
- (EN) 100 Greatest African Americans: A Biographical Encyclopedia, Amherst, New York, Prometheus Books, marzo 2003, ISBN 1-57392-963-8.[23]
- (EN) Race, Rhetoric, and Identity: The Architecton of Soul, Humanity Books, Amherst, New York, Prometheus Books,   2005-10-08, ISBN 1-59102-318-1.
- (EN) Rhetoric of Black Revolution, pubblicato con il suo nome di nascita: Arthur L. Smith, Boston, Allyn and Bacon, 1969.
- (EN) Socio-Cultural Conflict between African American and Korean American, con Eungjun Min, Lanham, MD, University Press of America,   2000-11-22, ISBN 0-7618-1838-3.
- (EN) Spear Masters: An Introduction to African Religion, con Emeka Nwadiora, Lanham, MD, University Press of America, febbraio 2007, ISBN 0-7618-3574-1.
- (EN) The African American Atlas: Black History and Culture, con Mark T. Mattson, 2ª ed., MacMillan, settembre 1998, ISBN 0-02-864984-2.
- (EN) The Afrocentric Idea, Philadelphia, Temple University Press, 7 gennaio 2008  [1987], ISBN 1-56639-594-1.
- (EN) The Book of African Names, Trenton, New Jersey, Africa World Press, settembre 1991, ISBN 0-86543-255-4.
- (EN) The Egyptian Philosophers: Ancient African Voices from Imhotep to Akhenaten, 1ª ed., Chicago Heights, Illinois, African American Images, marzo 2000, ISBN 0-913543-66-7.
- (EN) The Global Intercultural Communication Reader, con Yoshitaka Miike e Jing Yin, New York, Routledge, ottobre 2007, ISBN 0-415-95812-1.
- (EN) The History of Africa: The Quest for Eternal Harmony, New York, Routledge,   2007-03-23, ISBN 0-415-77138-2.
- (EN) The Painful Demise of Eurocentrism: An Afrocentric Response to Critics, Trenton, New Jersey, Africa World Press, febbraio 2005  [1999], ISBN 0-86543-743-2.
- (EN) The Scream of Blood: Desettlerism in Southern Africa, Princeton, New Jersey, Sungai Books, 1998, ISBN 1-889218-15-4.
- (EN) Thunder and Silence: The Mass Media in Africa, con Dhyana Ziegler, Trenton, New Jersey, Africa World Press, aprile 1992, ISBN 0-86543-251-1.
- (EN) Transcultural Realities: Interdisciplinary Perspectives on Cross-Cultural Relations, con Virginia H. Milhouse e Peter O. Nwosu, Thousand Oaks, CA, Sage Publications, Inc.,   2001-07-24, ISBN 0-7619-2376-4.
- (EN) Transracial Communication, Prentice-Hall speech communication series, Englewood Cliffs, NJ, Prentice-Hall, 1973, ISBN 0-13-929497-X.

## Film
Molefi Kete Asante ha partecipato ai documentari:
- Faces of Evil (2000)[24]
- 500 Years Later (2005)[25]
- The Black Candle (2008)[26]
- Motherland (2009)[27]